# Dichotomius subaeneus
Dichotomius subaeneus är en skalbaggsart som beskrevs av François Louis Nompar de Caumont de Laporte 1840. Dichotomius subaeneus ingår i släktet Dichotomius och familjen bladhorningar. Inga underarter finns listade i Catalogue of Life.